# Bedřich z Kounic
Bedřich z Kounic (německy Friedrich von Kaunitz, 26. července 1597, Vyškov - 1627) byl moravský šlechtic a protestant, zakladatel české linie pánů z Kounic.

## Život
Narodil se jako syn komorníka Oldřicha V. z Kounic (1569–1617) a jeho první manželky Apolonie z Valdštejna (1565–1597). Měl čtyři sourozence z otcova prvního manželství, z toho bratra Karla († 1631), a dalších 12 z druhého manželství s Ludmilou z Roupova, mezi nimi Lva Viléma, který byl zakladatelem moravské, později knížecí, rodové větve.
Po smrti císaře Matyáše odmítli otec Oldřich a jeho dva synové Karel a Bedřich přijmout jeho nástupce Ferdinanda II. a v době stavovského povstání stáli na straně českých stavů. Bedřich byl též členem moravského zemského direktoria, které se kvůli nedostatku jiných prostor scházelo v jeho brněnském paláci. 
Po bitvě na Bílé hoře 8. listopadu 1620 byl s povstalci zahájen tribunál vedený kardinálem Ditrichštejnem. Nad Oldřichem, jenž již několik let předtím zemřel ve vazbě, byl vynesen rozsudek smrti a klatba. Stejný osud postihl oba jeho syny, Karla a Bedřicha, jejich trest však byl cestou milosti nakonec zmírněn. Se ztrátou majetku byli vypovězeni ze země. Jejich zkonfiskovaný majetek byl částečně zachován pro nezletilé příbuzné, kteří přestoupili na katolickou víru a byli vychováni pod patronátem kardinála Ditrichštejna.

### Manželství a rodina
Bedřich z Kounic byl ženatý s Marií Eusebií Sezimovou z Ústí (* 1604). Z jejich manželství se narodilo několik dětí:
- Rudolf (1628–1664) ⚭ 1645 Marie Alžběta z Valdštejna (* 1625 - 29. září 1662), dcera generalissima Albrechta z Valdštejna
- Marie (1625–13. února 1674) ⚭ I. hrabě Karel Václav z Hodic, II. hrabě Siegfried z Hohenlohe-Weikersheimu (28. srpna 1619 - 26. dubna 1684)